# João de Castro
João de Castro (Lisboa, 27 de febrero de 1500-Goa, 6 de junio de 1548) fue un fidalgo de la Casa del rey Manuel I, marino, cartógrafo y administrador colonial portugués (fue gobernador y capitán general, 13.º gobernador y 4.º virrey de la India).

## Biografía
Por ser el hijo menor de su padre, Álvaro de Castro, estaba destinado a la iglesia, sin embargo estudió matemáticas con Pedro Nunes. En 1535 acompañó la expedición de Carlos V destinada a la conquista de Túnez. En 1538 partió para la India en la armada del virrey García de Noronha.
En este viaje escribió el primero de tres célebres escritos. El primer escrito evidencia los pocos conocimientos cosmográficos del autor. El segundo escrito de la costa de la India fue elaborado en la expedición del virrey a Diu. El último fue elaborado en 1541, en el viaje del gobernador Esteban de Gama de Goa al Sinaí. La obra encierra descripciones pormenorizadas de las tierras por donde viajó.
Por su precisión, los escritos se convirtieron en la mejor guía de la época para la navegación en el mar Rojo. En recompensa de sus servicios, recibió del monarca altas honras, siendo la mayor de todas el nombramiento para el cargo de virrey de la India, aunque desempeñó la función por poco tiempo, pues falleció tres semanas después, en 1548.
| Predecesor: Martim Afonso de Sousa | Gobernador de la India 1545-1548 | Sucesor: Garcia de Sá |